# بالشوك
بالشوك هي إحدى قُرى محافظة بيشة في الجنوب الغربي وتتبع منطقة عسير في المملكة العربية السعودية.

## الموقع
تقع قرية بالشوك علي بعد مسافة 2 كيلو متر عن قلب محافظة بيشة. تتبع بلدية بيشة. حيث تضم المحافظة ما يقارب 240 قرية.

## المرافق
يوجد في قرية بالشوك مدرسة ابتدائية تسمي مدرسة بالشوك الابتدائية في بيشة.

## قبور
في عام 2007، أثناء العمل قي مشروع إنشاء فصول جديدة في مدرسة بالشوك الابتدائية في بيشة، تم اكتشاف قبور في محيط مبنى مدرسي. واكتشفو بقايا عظام داخل الحفر.